# Buket
Buket (USDA 21240) is een hopvariëteit, gebruikt voor het brouwen van bier. Deze Sloveense hopvariëteit is ontstaan na een kruising tussen Northern Brewer en een mannelijke Joegoslavische plant. Buket behoort, samen met Bobek en Blisk, tot de ‘B’-series van Styrian Golding, uitgebracht in 1980 en gekweekt met de intentie om een hoge alfagraad te combineren met een goed aroma.
Deze hopvariëteit is een “aromahop”, bij het bierbrouwen voornamelijk gebruikt vanwege zijn aromatische eigenschappen.

## Kenmerken
- Alfazuur: 8,7 – 13,5%
- Bètazuur: 4,2 – 6,3%
- Eigenschappen: